# Philornis pici
Philornis pici är en tvåvingeart som först beskrevs av Macquart 1854.  Philornis pici ingår i släktet Philornis och familjen husflugor. Inga underarter finns listade i Catalogue of Life.